# Bravski Vaganac (Petrovac)
Pour les articles homonymes, voir Bravski Vaganac.
Bravski Vaganac (en serbe cyrillique : Бравски Ваганац) est un village de Bosnie-Herzégovine. Il est situé dans la municipalité de Petrovac et dans la république serbe de Bosnie. Selon les premiers résultats du recensement bosnien de 2013, il ne compte aucun habitant.
Avant la guerre de Bosnie-Herzégovine, le village faisait entièrement partie de la municipalité de Bosanski Petrovac ; à la suite des accords de Dayton (1995), il a été partiellement rattaché à la municipalité nouvellement créée de Petrovac, intégrée à la république serbe de Bosnie.

## Démographie

### Évolution historique de la population dans la localité
| 1948 | 1953 | 1961 | 1971 | 1981 | 1991 | 2013 |
| ---- | ---- | ---- | ---- | ---- | ---- | ---- |
| 365  | 340  | 340  | 225  | 159  | 98,  | 0    |

|  |